# Ǩ
Das Ǩ (kleingeschrieben ǩ) ist ein Buchstabe des lateinischen Schriftsystems, bestehend aus einem K mit Hatschek. Der Buchstabe wird in der skoltsamischen Sprache für die Affrikate c͡ç verwendet und ist die stimmlose Variante des Ǧ. Ferner ist das Ǩ nach ISO 9 die offizielle Transliteration des kyrillischen Buchstaben Ҡ.

## Darstellung auf dem Computer
Unicode enthält das Ǩ an den Codepunkten U+01E8 (Großbuchstabe) und U+01E9 (Kleinbuchstabe).
In TeX kann man das K mit Hatschek mit \u K bzw. \u k bilden.